# Sven Müller-Uri
Sven Albert Müller-Uri, född 1936 i Wiesbaden i Tyskland, död den 16 september 2011, var en svensk okularist.

## Biografi
Sven Müller-Uri var son till okularisten Albert Müller-Uri och Hillevi Odenberg och växte upp i Stockholm. Efter skolgång flyttade han till Tyskland och utbildade sig till okularistmästare fram till 1962 inom familjeföretaget F.Ad.Müller Söhne, som han senare blev delägare i. Han flyttade med familj till Sverige 1964 och arbetade inom sin högspecialitet på Lunds lasarett till november 2010.